# Caroline Rhiem
Caroline Rhiem (* 17. Mai 1857 in Horn bei Hamburg; † nach 1897) war eine deutsche Lehrerin und Schriftstellerin.

## Leben
Ihr Vater war Inspektor des Rauhen Hauses in Hamburg. Caroline Rhiem machte 1878 in Berlin das Lehrerinnenexamen für höhere Schulen und wurde nach ihres Vaters Tod Erzieherin und Lehrerin, zuletzt in der Erziehungsanstalt und am Seminar in Gnadau. Aus Gesundheitsgründen musste sie diesen Beruf aufgeben. Nach Aufenthalten in Nizza, Montreux, Paris und London kehrte sie nach Deutschland zurück und arbeitete in Marburg für die Innere Mission.

## Werke
- Der kleine Richard. Eine Kindergeschichte. Jaeger, Basel 1893.
- Drei Erzählungen. Schriftenniederlage des Evangelischen Vereinshauses, Köthen 1893. (Jugendgabe 17)
- Eine Frage. Irmgards Schülerin. Der kleine Stiefelputzer. Schriftenniederlage des Evangelischen Vereinshauses, Köthen 1893. (Jugendgabe 18)
- Kindesliebe. Weihnachtsblumen. Erzählungen. Schriftenniederlage des Evangelischen Vereinshauses, Köthen 1893
- Liebestreue. Erzählung für die Jugend. Kober, Basel 1893.[1]
- Die Geschwister. Erzählung. Kober, Basel 1894.[2]
- Ein Vöglein als Segensbote. Verkauft. 2 Kindergeschichten. Jaeger & Kober, Basel 1894.
- Grossmutters Trost. Erzählung. Schriftenniederlage des Evangelischen Vereinshauses, Köthen 1894.
- Deutsche Glaubenslieder nach bekannten Melodien. Jaeger, Basel 1895.
- Die Felsenkirche in Oberstein. Verlag des christlichen Zeitschriftenvereins, Berlin 1896.
- Weihnachtsüberraschungen und Weihnachtsfreude. 2 Weihnachtsfestspiele für Kinder. Buchhandlung. des Evangelischen Vereinshauses, Dessau 1897.[3]
- Gespräche und Aufführungen für evangelische Jungfrauenvereine. Schriftenniederlage des Evangelischen Vereinshauses, Köthen 1897.